# Cançons de Hradčany
Cançons de Hradčany, JW IV/40 (en txec Hradčanské písničky) són tres cors per a soprano, cor femení, flauta i arpa compostos per Leoš Janáček.
Les tres peces són:
- El carrer d'or (Zlatá ulička), per a cor femení
- La font del plor (Plačící Fontana), per a soprano, cor femení i flauta
- Belvedere (Belveder), per a soprano, cor femení i arpa

## Representacions
La primera cançó es va estrenar el 26 de desembre de 1916 a la Sala Smetana de Praga pel Cor de Professors de Moràvia, dirigits per Ferdinand Vach. La primera i la tercera cançó es varen cantar el 24 de novembre de 1918 a Brno, també dirigits per Vach. Finalment l'11 de maig de 1923 es van interpretar les tres cançons a Praga, dirigits per Method Doležil, amb la presència de Janáček.